# スサンネ・ビア
スサンネ・ビア（Susanne Bier、1960年4月15日 - ）はデンマーク出身の映画監督・脚本家・プロデューサー。スザンネ・ビアとも表記される。

## 人物
デンマーク、スウェーデンで1990年代初めからコンスタントに映画製作に取り組んでいたが、2002年のドグマ映画『しあわせな孤独』で知られるようになる。
2007年には初の英語作品で、ハル・ベリー、ベニチオ・デル・トロ主演のドラマ『悲しみが乾くまで』が公開された。
2010年公開の『未来を生きる君たちへ』でアカデミー外国語映画賞を受賞した。
2015年、第28回東京国際映画祭のコンペティション部門審査員を務める。

## 主な作品
- ラブ・ファクトリー Den eneste ene (1999) 製作総指揮・脚本、日本未公開
- しあわせな孤独 Elsker dig for evigt (2002) 監督・原案
- ある愛の風景 Brødre (2004) 監督・原案
- アフター・ウェディング Efter brylluppet (2006) 監督・原案
- 悲しみが乾くまで Things We Lost in the Fire (2007) 監督
- マイ・ブラザー Brothers (2009) オリジナル脚本 ※『ある愛の風景』のハリウッドリメイク
- 未来を生きる君たちへ Hævnen (2010) 監督・原案
- 愛さえあれば Den skaldede frisør (2012) 監督・原案
- 真夜中のゆりかご En chance til (2014) 監督・原案
- セリーナ 炎の女 Serena (2014) 監督・製作
- ナイト・マネジャー The Night Manager (2016) 監督、ミニシリーズ
- バード・ボックス Bird Box (2018) 監督
- フレイザー家の秘密 The Undoing (2021)